# Kvimofjärden
Kvimofjärden är en fjärd i Finland. Den ligger i kommunen Vörå i landskapet Österbotten, i den västra delen av landet, 400 km norr om huvudstaden Helsingfors.
Kvimofjärden ligger mellan Kvimo i norr, fastlandet i söder och Hemön i väster. I väster avskiljs den från Pöuskofjärden av Öjskatavägens vägbank och i öster ansluter den till Rexholmsfjärden.